# Cari mostri
(Stefano Benni, dalla quarta di copertina della prima edizione a cura di Feltrinelli)
Cari mostri è una raccolta di racconti di genere horror e umoristico dello scrittore italiano Stefano Benni. La prima edizione è stata pubblicata da Feltrinelli nel 2015.

## Racconti

### Cosa sei?
Un uomo acquista in uno strano negozio di animali un Wenge, bizzarra creatura con il corpo da cane e la testa da pesce. Una volta portato a casa, il Wenge comincia a creare molti problemi: sembra cibarsi del cane e del gatto domestici, fa morire di spavento un vicino di casa e ferisce la fidanzata del suo padrone. Quest'ultimo, esasperato, uccide il Wenge, ma non può evitare di essere arrestato dalla polizia per l'omicidio del vicino, mentre il venditore se ne va indisturbato.

### Numeri
Un uomo vive uno strano incubo in cui nessuna tecnologia funziona più: l'uso di computer, cellulari, carte di credito e quant'altro gli è precluso. Al risveglio si trova in ospedale, collegato a una flebo che lo porterà lentamente alla morte.

### Sonia e Sara
Due accanite fan di una boyband riescono dopo molte peripezie a ottenere un singolo biglietto per il concerto dei loro beniamini. Per decidere chi delle due potrà assistere allo spettacolo, decidono di giocare alla roulette russa con una pistola.

### Il gigante
L'oligarca russo Arkadij vuole abbattere l'imponente albero all'ingresso della sua nuova tenuta in Toscana, sebbene chiunque ci abbia provato in passato abbia perso la vita e chiunque altro cerchi di dissuaderlo una volta ascoltate le leggende sul conto della pianta.

### Hansel@Gretel.com
Hansel e Gretel, due fratelli viziati e ingordi, vengono abbandonati nel bosco dal povero padre, che non può più permettersi di mantenerli. Finiscono per essere catturati da una strega che li mette a dieta per renderli attraenti e venderli poi a dei ricchi pedofili. Gretel riesce però a uccidere la strega e, con il fratello, deruba tutte le sue ricchezze e per poi tornare a casa del padre, che li accoglierà in cambio di un cellulare nuovo.

### Il mercante
Un mercante di armi scopre che il suo business è in perdita. Quando chiede al suo segretario fidato il perché della situazione, scopre che le guerre hanno ridotto la popolazione mondiale a 612 individui di cui la metà sono collaboratori della società e quindi non c'è più nessuno a cui vendere le armi.

### La mummia
Antonietta lavora come guida e ricercatrice in un museo. Quando il nuovo direttore la comunica intende riorganizzare - stravolgendone la natura - il concetto e le attrattive, vendere tutti i reperti; tutto mentre lei sta interpretando una mummia appena giunta di estremo interesse. Tenta di convincerlo mostrandogli il bello della storia, ma visto il suo atteggiamento dovrà neutralizzarlo.

### Candy
Un manager nel settore dell'informatica illustra a un amico le potenzialità delle "Candy": bambole erotiche di ultimissima generazione. Quando la ditta produttrice della "Candy" scopre però che il manager si diverte a seviziarle e distruggerle, ne invia una per eliminarlo.

### Voodoo Child
MJ (chiaro il riferimento a Michael Jackson) racconta la sua vita al proprio medico: in particolare, il patto con il diavolo stipulato da suo padre per donargli un talento incredibile e renderlo una star della musica milionaria. Il medico afferma di non credere alla storia, ma quando MJ si addormenta, gli aspira dieci gocce di sangue, che secondo il patto stipulato con il diavolo metterà fine alla sua vita.

### Reset
Falco Bianco, uno stregone indiano, per evitare che lo stregone rivale Corvo Nero gli porti via la moglie con una magia, esegue un incantesimo che fa perdere ad entrambi i loro poteri magici. Dopo cinquant'anni, Corvo Nero torna a trovare Falco Bianco per convincerlo a eseguire un rituale per restituire a entrambi i poteri perduti, ma l'obiettivo di Corvo Nero è un altro. Tuttavia l'esito sarà ancora incerto.

### Il miracolo
Una statua della Madonna comincia a ridere. Il parroco don Tristano teme che una Madonna gaudente sia opera del demonio e decide di nasconderla agli occhi dei fedeli.

### Il lampay
Due escursionisti sono sorpresi da un forte temporale in montagna. La via per tornare a casa sembra perduta, solo l'intervento del misterioso lampay potrebbe salvarli. Ma esiste questa creatura?

### Hotel del lago
Una misteriosa donna con indosso un grande impermeabile si aggira pensierosa per le stanze dell'hotel sotto lo sguardo incuriosito del portinaio. È in realtà un fantasma alla ricerca di altri suoi simili, che secondo la leggenda dovrebbero infestare l'albergo.

### L'ispettore Mitch
Nell'unica storia con animali protagonisti, il gatto poliziotto Mitch, stimato nella comunità animale, ed aiutato dalla cooperazione generale, indaga su una serie di efferati "gatticidi". Il principale sospettato è un cuoco che non ha in simpatia i felini.

### Verso casa
Un uomo passeggia in un viale nebbioso in direzione di casa sua. Man mano che avanza però si accorge che quel viale non conduce da nessuna parte.

### Vade retro
Il demonio, sotto mentite spoglie, organizza in un salone segreto del Vaticano un incontro con i 300 migliori esorcisti per eliminarli tutti in un sol colpo. Solo uno degli esorcisti sembra aver capito il piano diabolico.

### Compagni di banco
La bella Diana sfrutta l'impacciato compagno di classe Peter per ottenere ottimi voti a scuola, promettendogli in cambio un bacio che non sembra mai arrivare e ricattandolo al contempo con uno stratagemma di cui si era servita. Quando Peter si rende conto di esser stato sempre preso in giro, medita una vendetta.

### Polpa
Un racconto che deride i film splatter alla Tarantino, con demoni e angeli.
È un susseguirsi di protagonisti 
intercambiati dalla loro morte per poi finire con i due protagonisti iniziali Milton (il diavolo) e Il Profeta ovvero Dio. 
Mette in evidenza la cattiveria umana diventata peggiore anche di quella dei demoni.

### Valigie
Al controllo bagagli si presenta uno strano tipo con una valigia che apparentemente completamente vuota, ma che di fatto vuota non è. Questo crea molti grattacapi agli operatori addetti al controllo.

### San Firmino
Dopo un violento terremoto, il paesello di San Firmino resta completamente spopolato. Resta solo l'orologiaio che ricostruisce e ripopola con animali e persone di cartapesta la città. 
Ma saranno davvero solo bambocci di cartapesta?

### Povero Nos
Un uomo d'altri tempi, per giunta immigrato dalla Romania, viene interrogato da un implacabile ispettore di Equitalia su delle sue presunte irregolarità fiscali. Neppure la scoperta della vera natura dell'uomo fermerà l'interrogazione dell'ispettore.

### Lotto 165
In un'asta è messa in vendita il pianeta Terra. La vince un'impresa aliena, che ha come obiettivo quella di eliminare tutte le creature che la abitano per trasformarla in una discarica.

### L'uomo dei quadri
Baltimora, 1849. Due individui si incontrano in una bettola vicino al porto. Uno è un pittore atipico e padrone del locale e l'altro un cliente che vuole farsi immortalare su una tela in un'opera memorabile: il fondatore dell'horror, Edgar Allan Poe.

### La storia della strega Charlotte
Un marinaio racconta una storia del terrore a dei bambini per farli addormentare, talmente paurosa che lui stesso fa fatica a raccontarla.

### La Parola
Un monaco, in punto di morte, decide di rivelare la "parola assassina", un leggendario e bramatissimo - dai guerrafondai - insieme di lettere che se pronunciate nel giusto modo possono portare allo sterminio di un intero esercito nemico.

## Edizioni
- Stefano Benni, Cari mostri, 1ª ed., Feltrinelli, 2015,  p. 247, ISBN 978-88-070-3137-3.